# Telefonbuch (Schweiz)

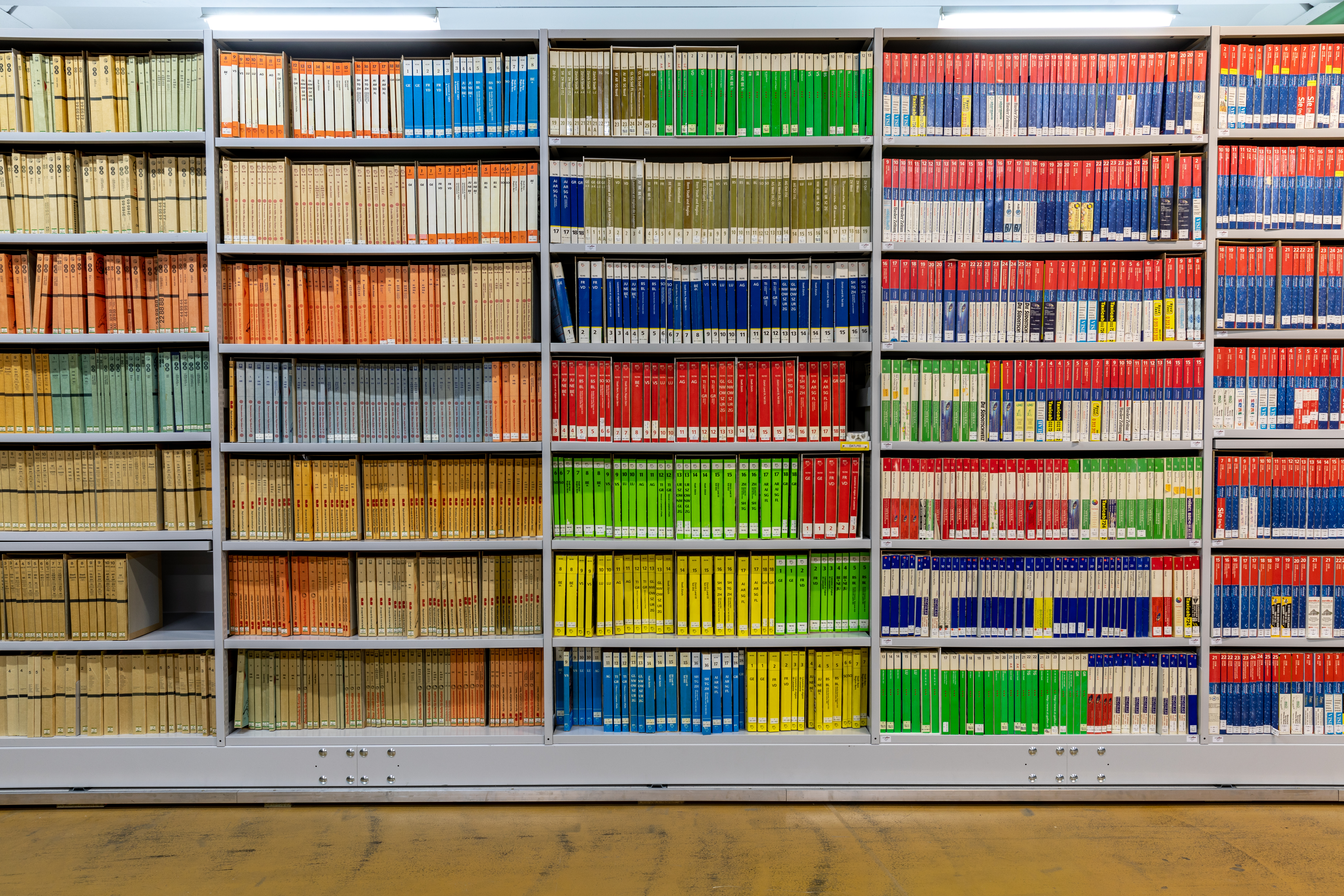
Die PTT organisierte die Telefonbücher bis zur Privatisierung. Das PTT-Archiv hat sämtliche Telefonbücher der Schweiz gesammelt.

Das Telefonbuch (französisch Annuaire téléphonique, italienisch Elenco telefonico) der Schweiz war bis zur Ausgabe 2021/2022 das gedruckte Verzeichnis von Telefonkunden mit Festnetzanschluss. 1880 erschien in Zürich eine erste Abonnentenliste mit 99 Einträgen. Über die Jahre wuchs das Telefonbuch auf rund 6 Millionen Einträge in 25 Bänden an, davon über 367'000 für die Stadt Zürich. Um das Jahr 2005 wurde das Buch in einer Auflage von fünf Millionen pro Jahr gedruckt, der jährliche Druck wurde aber aufgrund der Online-Recherchemöglichkeiten eingestellt. Die Herausgeberschaft ging von der Schweizerischen Telegraphenverwaltung an die Post-, Telefon- und Telegrafenbetriebe (PTT) und später an die Swisscom über.
Am 14. September 2022 wurde publik, dass die Herausgabe einer gedruckten Version des Namensverzeichnisses, die sog. „Weissen Seiten“ eingestellt wird. Das Branchenverzeichnis, die "Gelben Seiten" werden weiterhin gedruckt.

## Geschichte

Alphabetisches Verzeichnis der ersten Telefon-Abonnentinnen in Basel 1881. In den Anfängen gab es keine Telefonnummern: Allein die Namen reichten, um die Verbindung herzustellen.

Das erste, damals Liste der Sprech-Stationen der Zürcher Telephon-Gesellschaft genannte Verzeichnis vom November 1880 besass 99 Einträge für die Stadt Zürich. Das Stadttelefonnetz Zürich war das erste Telefonnetz in der Schweiz. Zu Beginn war der Anteil privater Anschlüsse sehr gering. In den Erstausgaben gab es in Zürich 15 Privatanschlüsse, in Bern 1882 etwa genauso viele, die in den kommenden zwei Jahren nur um fünf anwuchsen, und in Luzern gar keinen.
Die Oberhoheit über die Telefonnetze besass die Eidgenössische Telegraphenverwaltung. Dennoch entstanden bis 1886 für die einzelnen Telefonnetze unterschiedliche Listen, mit eigener Form und Gestaltung. Ab 1887 ist gesamtschweizerisch eine Tendenz zur Vereinheitlichung auf das A5-Format feststellbar. Obwohl in der Deutschschweiz damals die Frakturschrift üblich war, wurden die frühen Telefonbücher in lateinischer Schrift gedruckt. Aufgeführt waren die Namen und Adressen der Abonnenten, jedoch keine Telefonnummern. Diese wurden erst ab einer kritischen Grösse des Telefonnetzes nötig, um das effiziente Auffinden der Abonnenten durch die Telefonistin in der Handzentrale zu erleichtern.
Im Telefonbuch für Zürich von 1884 sind die ersten ein- bis vierstelligen Telefonnummern verzeichnet. 1888 wurden in Basel dreistellige Telefonnummern eingeführt, 1896 vierstellige in Bern. Die ein- bis vierstelligen Anschlussziffern waren bis Mitte der 1920er Standard. Dann ermöglichte die Technik zunehmend die Ablösung der Handvermittlung durch halb- und später vollautomatische Telefonzentralen.

### Telefonbucheinträge

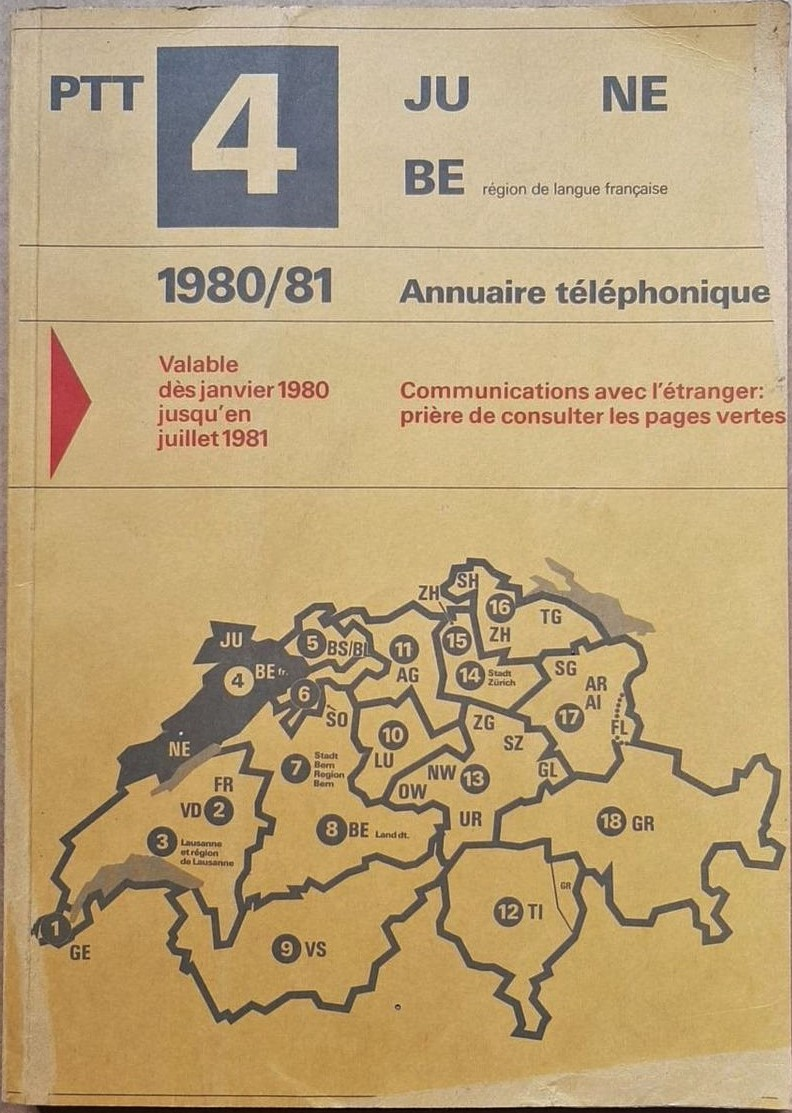
Telefonbuch französischsprachiger Gebiete von 1980/81

Der Telefonbucheintrag erfolgte automatisch mit Abschluss eines Abonnements und dem Anschluss ans Netz. Die Einträge wurden in der Verordnung betreffend das Telefonwesen vom 24. September 1895 erstmals geregelt. Jedem Telefonabonnenten wurde ein Exemplar der Abonnentenliste seines Netzes gewährt. Weitere Telefonbücher konnten gekauft werden. 1912 wurde es nichtabonnierten Personen gestattet, sich in die Abonnentenlisten einzutragen, sofern sie die Möglichkeit der Mitbenützung einer Station und eine schriftliche Zustimmung dafür hatten.
1959 schrieb die Telefonordnung A 103 fest, dass «[j]eder Teilnehmer [...] in das Teilnehmerverzeichnis seines Netzes aufzunehmen» ist. Gegen den obligatorischen Telefonbucheintrag gab es Widerstände. 1963 verlangte ein Postulat an den Bundesrat die Freiwilligkeit des Eintrags. PTT-Generaldirektor Gustav Adolf Wettstein argumentierte, dass das Teilnehmerverzeichnis möglichst lückenlos sein solle, damit jeder abonnierte Anschluss ohne zusätzliche Hilfe des Auskunftsdienstes aufgerufen werden könne. Bis 1992 blieb der obligatorische Eintrag bestehen. Ausnahmen wurden nur gewährt, wenn jemand glaubhaft machen konnte, «dass durch den Eintrag für ihn oder für Personen, die mit ihm im gleichen Haushalt leben, unzumutbare Nachteile entstehen würden». Gemeint waren Gefahren für Leib und Leben oder massive Belästigungen. Seit der Einführung der Freiwilligkeit waren nicht mehr alle Telefonabonnenten der Schweiz im Telefonbuch aufgeführt. Somit stellt dieses keinen Spiegel der demografischen Verhältnisse mehr dar.

### Branchentelefonbücher
Kommerzielle Dienstleistungen wurden bereits von 1883 bis 1888 gesondert in einem Branchenverzeichnis aufgeführt, welches dem Verzeichnis der Privatabonnenten nachgestellt war. Danach wurden sämtliche Nummern streng alphabetisch im Telefonbuch aufgeführt.
Werbung war aufgrund des amtlichen Charakters der Telefonverzeichnisse nur eingeschränkt möglich. Ab 1960 regelte ein Vertrag mit der Publicitas die Aufnahme von Inseraten im Telefonbuch. Seit der Ausgabe 1968/1969 gab es den sogenannten B-Band mit Branchenverzeichnis («Gelbe Seiten»). Gleichzeitig wurde für die A-Bände ein Werbeverbot ausgesprochen. Ab 1969 wurde Werbung geschaltet.

### Dienstnummern
1925 tauchten in den drei Telefonbüchern für die Schweiz erste Dienstnummern auf. Diese waren die Nummer 10 für die Telegrammaufgabe und die Nummer 15 für die Taxmeldestelle, die Auskünfte über die Gesprächskosten erteilte. In Basel und Bern gab es zusätzlich die Nummer 11 für die Auskunft und die Nummer 14 für das Fernamt, also Verbindungen ausserhalb der bereits automatisierten Telefonnetze und vor allem internationale Gespräche.
Ab der Ausgabe 1913 wurde das Schweizer Telefonbuch in vier, ab 1947/1948 fünf Teilgebiete eingeteilt. Ab der Ausgabe 1995/1996 gab es statt zuletzt 18 eine Aufteilung auf 25 Bände. Deren Nummerierung erfolgte geographisch von West nach Ost.
Bereits 1922 wurde von der Obertelegraphendirektion der Rechtsstatus des Telefonbuches abgefragt. Danach besass das von der Telegraphen- und Telephonverwaltung herausgegebene Buch gar keinen Rechtsschutz gegen Nachahmungen und unwillkommene Nachdrucke: «...können u. E. nicht als das Ergebnis einer schöpferischen Geistesarbeit betrachtet werden, obwohl deren Erstellung viel Fleiss, Aufmerksamkeit und Genauigkeit der mit deren Bearbeitung betrauten Organe fordert. Ein geistiges Eigentum, wie es durch Art 1 des vorerwähnten Gesetzes (Bundesgesetz betreffend das Urheberrecht an Werken der Literatur und Kunst vom 7. Dezember 1922) geschützt ist, ist gar nicht vorhanden.»

## Namenssortierung
Eine besondere Bedeutung hatte in dem Land mit vier Landessprachen die alphabetische Sortierung inne. Seit 1902 wurde die Dudensche Orthografie verbindlich festgeschrieben. Doch sind darin die Umlaute nur ungenügend geregelt, wenn es um die Sortierung geht. Erst 1947 kam es zu einem Beschluss des Bundesrates, der mehrere Regeln bestimmte:
- Der Umlaut wird im Unterschied zum Doppellaut als ein Buchstabe eingereiht, also sind die Buchstabenpaare a/ä, o/ö und u/ü gleichgestellt. «Um nicht den Eindruck eines Durcheinanders aufkommen zu lassen, wenn zum Beispiel die Namen Bär und Baer, Kohler, Köhler und Koehler oft miteinander abwechseln, werden die Namen mit und ohne Umlaut in getrennten Gruppen eingetragen.» Nur Anlaute werden im Gegensatz zu Umlauten aus Zweckmässigkeit Ae, Oe oder Ue geschrieben.

- Namensbestandteile mit «von» und «de» verkomplizieren die Sortierregeln. «Deren Behandlung ist nicht nur Ausdruck alphabetischer Ordnungsliebe, sondern ebenso von demokratischer Gesinnung: ‹Von jeher hat die Ordnung bestanden, dass die Vorsatzwörter für die alphabetische Reihenfolge unberücksichtigt blieben. Sie trägt in einem gewissen Sinne auch dem Wesen unseres Landes Rechnung, das keine Adelstitel kennt.›» Doch geschieht dies nicht landeseinheitlich: Während in Bern, Luzern oder Lausanne Namen wie von Benoit oder de Bonmont selbstverständlich unter dem Anfangsbuchstaben des Nachnamens und nicht ihrem Partikel eingereiht werden, so ist dieser Partikel aufgrund gewisser Partikularismen das Ordnungskriterium im Gebiet von Basel.
- Noch komplizierter wird es, wenn Artikel oder weitere Adverbien betroffen sind. Als Beispiele seien Auf der Maur, Ab der Halden oder auch Im Boden genannt. Trotz der innewohnenden Leerschläge wird der ganze Name alphabetisch eingereiht. Die beiden französischen Artikel Le und La werden ebenfalls unter L sortiert. Der Versuch, von der Gesellschaft Comité consultatif international téléphonique eine Einheitlichkeit herzustellen, ist gescheitert, weil die angewandten Regeln zu verschieden wären.

## Archivierung
Das PTT-Archiv sammelt alle Schweizer Telefonbücher von 1880 bis zu den heutigen Local Guides. Sie unterliegen keiner Schutzfrist. Im Lesesaal des Archivs können sie analog oder digital eingesehen werden. Die Angaben aus den Telefonbüchern stellen eine wertvolle Quelle für die Familienforschung dar.